# 新聞大廈

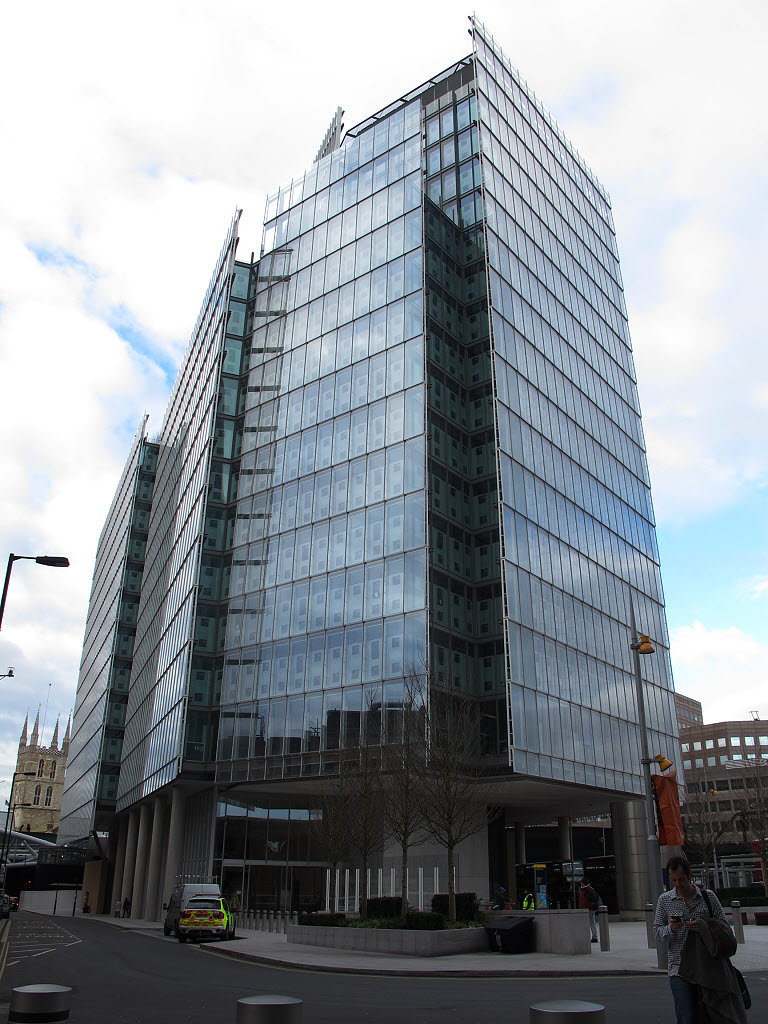

新聞大廈（The News Building）是英國的一座17層高的辦公樓，位於倫敦橋地區。這座建築是英國新聞集團的主要辦公地點，包括泰晤士報、太陽報等報紙在這裡辦公。建築的設計者是義大利建築家Renzo Piano。